# Bombardone
Bombardone is de benaming die het motorfietsmerk Cagiva gebruikte voor hun eerste 500 cc-Big Bang-motor, die in de C 592-wegracer uit 1992 lag. 
Hoewel Cagiva deze motor uiteindelijk namaakte van de Honda NSR 500, was het bedrijf al in 1985 met het principe bezig.